# Варці
Варці (італ. Varzi) — муніципалітет в Італії, у регіоні Ломбардія,  провінція Павія.
Варці розташоване на відстані близько 420 км на північний захід від Рима, 75 км на південь від Мілана, 45 км на південь від Павії.
Населення — 3304 особи (2014).

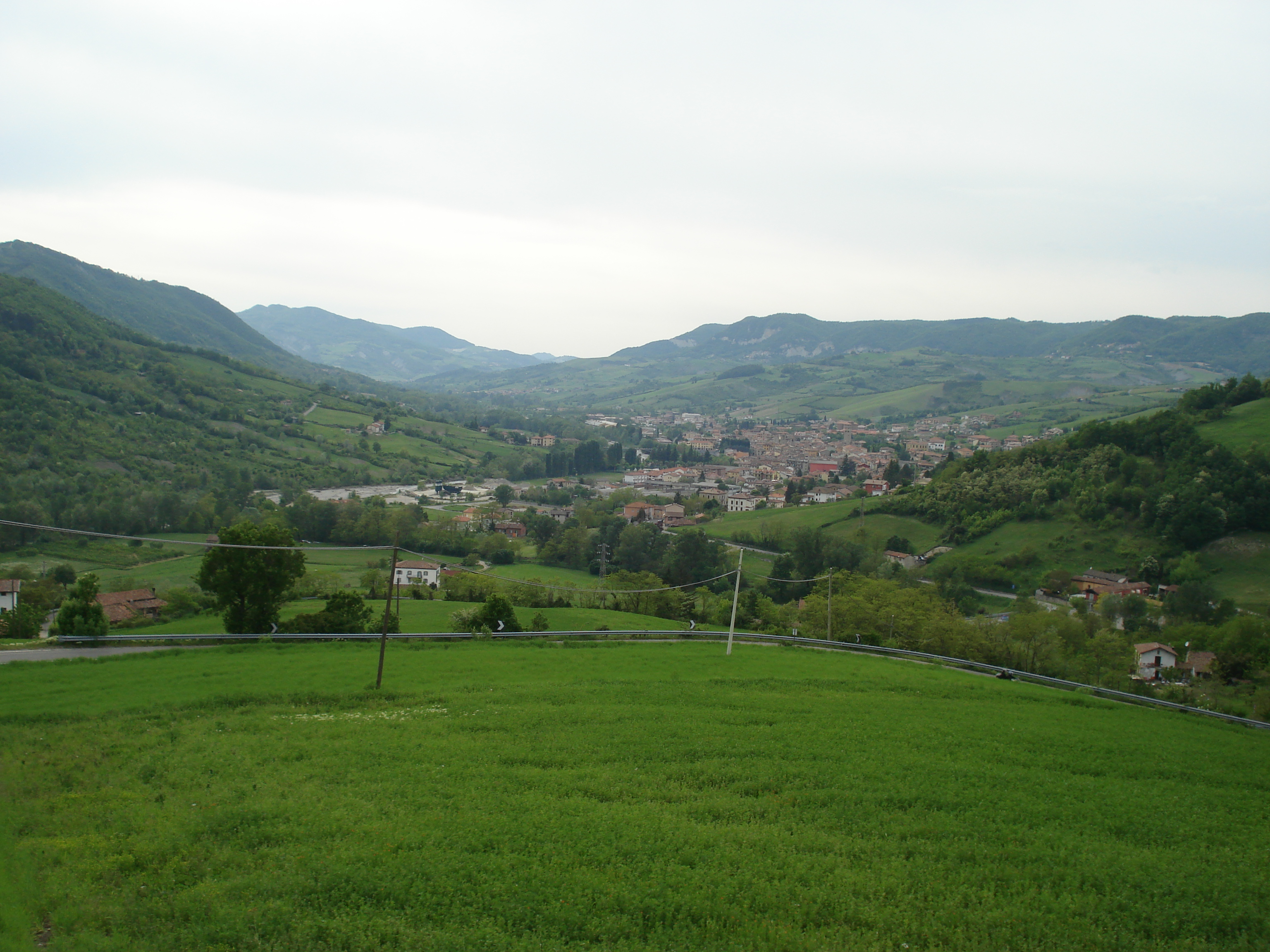

Щорічний фестиваль відбувається 23 квітня. Покровитель — святий Юрій.

## Демографія
Населення за роками:

Станом на 1 січня 2023 року в муніципалітеті офіційно проживали 353 іноземці з 30 країн, серед них 133 громадяни країн Євросоюзу та 105 громадян України.

## Сусідні муніципалітети
- Баньярія
- Фаббрика-Куроне
- Грем'яско
- Менконіко
- Понте-Ніцца
- Романьєзе
- Санта-Маргерита-ді-Стаффора
- Валь-ді-Ніцца
- Вальверде
- Цаваттарелло